# Karamiran He
Karamiran He (kinesiska: 喀拉米兰河) är ett vattendrag i Kina. Det ligger i den autonoma regionen Xinjiang, i den nordvästra delen av landet, omkring 750 kilometer söder om regionhuvudstaden Ürümqi.
Genomsnittlig årsnederbörd är 136 millimeter. Den regnigaste månaden är juni, med i genomsnitt 46 mm nederbörd, och den torraste är december, med 2 mm nederbörd.